# Jebtsundamba Kutuktu

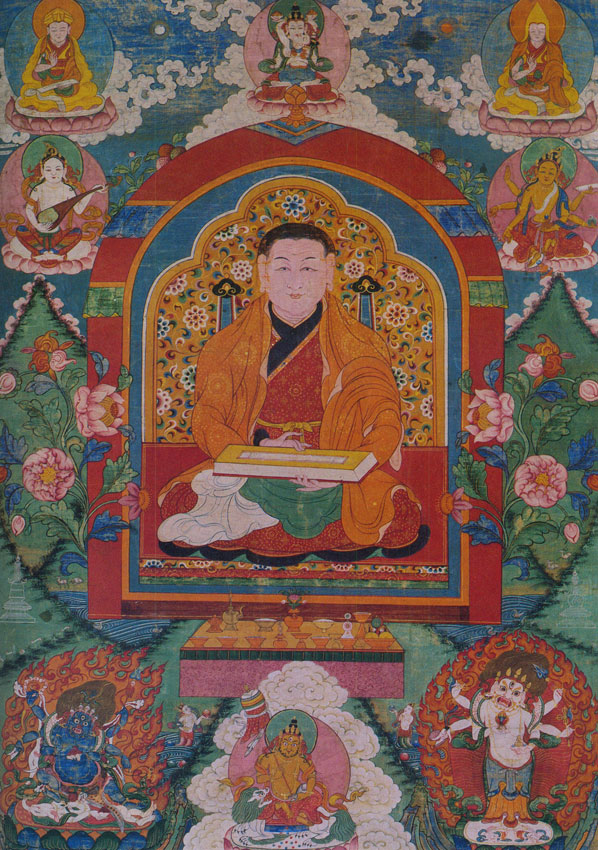
Autoretrato de hacia el y de Öndör Gegeen Zanabazar (1635–1723) primer Jebtsundamba Khutuktu.

El Jebtsundamba Kutuktu (mongol: Жавзандамба хутагт, Javzandamba Khutagt; tibetano: རྗེ་བཙུན་དམ་པ་ Jetsun Dampa;"Santo y Venerable Señor") es el líder espiritual de los pueblos mongoles y máximo jerarca del budismo lamaísta mongol, siendo el lama de mayor rango en Mongolia. Pertenece a la tradición Gelug del budismo tibetano. 

## Historia
Öndör Gegeen Zanabazar (1635-1723), fue reconocido en 1640 por el dalái lama y el Panchen Lama como la reencarnación del erudito budista Taranatha, quien predicara el budismo entre los mongoles. Zanabazar se convirtió así en el líder espiritual de los mongoles khalkha, la etnia predominante en Mongolia. El sucesor de Zanabazar también provino de la élite aristocrática de Mongolia, directos descendientes de Gengis Khan. Tras la caída del Imperio mongol (cuya religión oficial era el budismo tibetano) y la anexión de Mongolia al Imperio Chino, emperadores chinos intentaron que las encarnaciones del Jebtsundamba Kutuktu fueran exclusivamente tibetanas. No obstante, tras la declaración de independencia de Mongolia en 1911, el octavo Jebtsundamba Kutuktu, Bogd Khan (1869-1924) fue elegido Emperador de Mongolia, siendo así líder espiritual y político de forma similar al Dalái lama en Tíbet. La revolución mongola que estableció un gobierno comunista de la República Popular de Mongolia permitió al Bogd Khan mantener un trono simbólico pero, tras su muerte, el gobierno declaró que no habría más reencarnaciones del Jebtsundamba Kutuktu, aunque lamas mongoles reconocieron la nueva encarnación de este casi de inmediato e informaron al Dalái lama en Lhasa al respecto, el infante desaparece del registro histórico. 
El último Jebtsundamba Kutuktu nació como Jampal Namdol Chökyi Gyaltsen en Lhasa, Tíbet, hijo de un guardaespaldas personal del Dalai Lama. Debido a que Mongolia se encontraba bajo dominio comunista, su identidad se mantuvo en secreto. Por lo que vivió una vida ordinaria, casándose dos veces y teniendo varios hijos. Es hasta la caída del comunismo en la Unión Soviética y Mongolia que el Dalái lama hizo pública la identidad del actual Jebtsundamba Kutuktu, una ceremonia donde se le coronó en el cargo fue realizada en la capital de Mongolia, Ulán Bator, en 1990, falleció en 2012 y se sigue buscando la nueva reencarnación según dijo el Dalái lama.